# Oxytropis baldshuanica
Oxytropis baldshuanica är en ärtväxtart som beskrevs av Boris Fedtjenko. Oxytropis baldshuanica ingår i släktet klovedlar, och familjen ärtväxter. Inga underarter finns listade i Catalogue of Life.